# Maria Grötzer
Maria Grötzer (ur. 2 maja 1928 w Wiedniu) – austriacka florecistka, brązowa medalistka mistrzostw świata.
Podczas mistrzostw świata w Paryżu w 1957 roku Austriaczki w składzie: Waltraud Ebert, Helga Gnauer, Maria Grötzer, Luise Gruss, Helga Kathlein i Ellen Preis zdobyły drużynowo brązowy medal. Był to jej jedyny medal wywalczony w zawodach tego cyklu.
Wystartowała na igrzyskach olimpijskich w Rzymie w 1960 roku, odpadając w ćwierćfinałach turnieju indywidualnego. W turnieju drużynowym była dziewiąta. Były to jej jedyne starty olimpijskie.
Na arenie krajowej zdobyła złoty medal indywidualnie w 1958 roku oraz drużynowo latach 1955, 1956 i 1959.